# Musicerende en dansende boeren
Musicerende en dansende boeren is een schilderij van Cornelis Bega in het Rijksmuseum in Amsterdam.

## Voorstelling
Het stelt een interieur van een herberg voor met boeren die zingen, dansen en muziekmaken. Links zijn twee muzikanten te zien die muziek maken op een viool en een cello. Op de achtergrond kijken een aantal mensen toe. In het verschiet door de openstaande deur is een huis te zien.

## Toeschrijving
Het schilderij is rechtsonder gesigneerd ‘cbega’.

## Herkomst
Het werk werd voor het eerst gesignaleerd bij de verkoping van de verzameling van Antony Sydervelt van 23-24 april 1766 bij veilinghuis Hendrik de Winter in Amsterdam. Later maakte het deel uit van het Kabinet Van Heteren Gevers, dat op 8 juni 1809 in zijn geheel gekocht werd door het Rijksmuseum. In 2003 werd het door het Rijksmuseum in bruikleen gegeven aan het Frans Hals Museum in Haarlem.